# Dystrykt Nyamasheke
Dystrykt Nyamasheke – dystrykt w Rwandzie, w Prowincji Zachodniej. Stolicą dystryktu jest Kagano. Dystrykt sąsiaduje od północy z dystryktem Karongi, ze wschodu z dystryktem Nyamagabe (Południowa), od południa z dystryktem Rusizi, a od zachodu z Demokratyczną Republiką Konga.
Powierzchnia dystryktu wynosi 1174 km², z czego 225,85 km² zajmuje las Nyungwe a 346,53 km² Jezioro Kiwu.

## Sektory
Dystrykt Nyamasheke podzielony jest na 15 sektorów: Ruharambuga, Bushekeri, Bushenge, Cyato, Gihombo, Kagano, Kanjongo, Karambi, Karengera, Kirimbi, Macuba, Nyabitekeri, Mahembe, Rangiro i Shangi.
W skład powyższych sektorów wchodzi 68 komórek i 588 wsi.

## Warunki naturalne
Dystrykt obejmuje część Parku Narodowego Lasu Nyungwe – dziewiczego lasu deszczowego, miejsca występowania wielu gatunków naczelnych. Zachodnią granicę dystryktu stanowi Jezioro Kiwu.